# 福島第一原子力発電所2号機の建設
福島第一原子力発電所2号機の建設（ふくしまだいいちげんしりょくはつでんしょにごうきのけんせつ）では、東京電力福島第一原子力発電所で建設された原子力発電プラントの内、2号機の建設史について述べる。2号機の形式はゼネラル・エレクトリック（GE）社の開発した沸騰水型原子炉に分類されるBWR-4、原子炉格納容器はMarkIである。

## 選定

### 1966年
『電力』1966年11月臨時増刊号での田中直治郎の発言によると、1965年から1966年に通産省に対して提出した施設計画では、2号機は出力60万kWで、共通施設である港湾、取水設備費を按分して発電原価低減に資することを考慮し、4号機まで本発電所に設置を検討していた。ただし田中は50Hzの機種としては60万kW程度のものが当時メーカー各社のラインナップに無かったこと、2号機以降の炉型をPWR、BWRのどちらとするかは白紙である事、コモンウェルス・エジソン（en）社が発注したBWRが80万kWであることを踏まえ、「60万kWでは小さいような感じがしないでもない」「今後の国産化を考えていく上には次の段階の2号機の容量を慎重に決めてゆかなければならぬと思います。1号機はある程度練習の意味も相当あるわけですが、2号機になってくると今後何台か50サイクルの領域で使っていかなくてはいけない。つまり機種をあまり変えますと、国産化が難しい」と述べている。

### 1967年1月
1967年1月、GEが受注量の急増から500、750、1000MWの3タイプの標準容量の炉を発表したことが報じられた。いわゆる1967年型と呼ばれるタイプであり、後にBWR-4と改称されたタイプである。
一方、通産省は国産化推進の他、当時から会社間連系による電力融通を活用した広域運営も推進しており電力各社に圧力を加えていた。『電気産業新聞』によると、通産省は電力9社で組織する中央電力協議会（なお、この年の会長は東京電力であった）が1967年1月25日発表した1975年度までの10ヶ年計画に広域運営の徹底が不十分として強い不満を示し、次のような再検討の要望を出していた。
1. 原子力発電所の建設は、用地が局限される点が強いところからも各社の供給地域を超えた適地集中開発方式を考慮すべきである
2. 原子力発電にあっては大型化による利益が大きい点を勘案して共同開発や輪番方式を取るべきである

1967年の中電協の計画では東京電力は原子力発電開発分を計220万kWとしており、これは当時の福島原子力地点での計画規模（1号機40万kW、2-4号機各60万kW）に相当していた。後述するように、通産省は1967年5月に独自の開発計画案を提示することとなる。

### 1967年4月
1967年4月17日、東芝、三菱、日立メーカー首脳は日本電機工業会を通じ通産省重工業局の高井電気通信課長と会談し、通産側からの質問に「出力70万kWまでは国産化が可能である」と答えている。この時国産化へのムードが高まっていた背景として『日刊工業新聞』（1967年4月18日）は下記を挙げている。
1. GE、WHが大量受注によって未曾有の繁忙期に突入していることを逆手に取り、国産化を進める機会と捉えていた
2. 中国電力が日立製作所に対して、1971年に建設する島根1号機の製作を特命発注したこと

その際には火力時代からの原則であった「一号機輸入、二号機国産化」のパターンも捨て、国内メーカーのみで高出力の炉型に取り組むという野心的な案であった。そこで課題として挙げられていたのは、ユーザーである電力側の協力をどのように取り付けるかであり、当時東京電力副社長を勤めていた白澤富一郎は「未経験の大出力のものは国産では危険だ」と述べていた。

### 1967年5月～炉型決定へ
1967年5月には東京電力の方針として下記が報じられている。
- 輸入する場合には出力を70万kWまでスケールアップする
- 国産の場合は出力は1号機と同じ40万kWに抑え、東芝に発注する

国産化案が40万kWに留められているのは、東京電力としては、上記のメーカー回答と異なり、国内メーカーの実力は実際に下請として受注した炉と同レベルと見なしていたからである。田中直治郎は2号機選定について「問題は輸入か国産かの論議よりも、原子炉の安全運転を確保するための技術面の信頼度で、この点を考慮して決定する」と国産化推進の動きを牽制する構えを見せていた。
この頃、通産省は上述の中電協10ヶ年計画に対応した修正案を1967年5月に示していた。この修正案では基本的に米国型軽水炉の採用が続くことを想定し、GE炉を51万5000kW、76万2000kWの2種、WH炉を48-53万kW、70-85万kWのそれぞれ2段階としたもので、各社の計画出力も軒並み拡大された。この修正案で東京電力の2機目の出力も76万2000kWへの増加が強く要請された。
また、『原子力通信』（1967年6月5日）によると、東京電力は2号機を1号機と同型として国内メーカーに発注する方案について、当時は原子炉技術の進歩（大容量化による発電単価のコストダウン）が急速で、経済的メリットを損ない、かつ3号機において再度海外から新型炉を導入せざるを得なくなるとして放棄したという。このような情勢の中、GEは1967年型をラインナップしていたのである。
上記のような情勢から、当時の社長、木川田一隆も慎重に最後の結論を下す考えと報じられていた。東京電力は5月末、GEからの輸入とする決定方針を通産省に伝達、同省は5月29日に再度メーカー3社首脳を招集し東京電力の意向を伝えると共に、各社の技術力について事情を聴取した。しかし、4月に「70万kWまでは国産化出来る」旨の回答を行った各社は、この時ははっきりした回答を出すことが無く、日刊工業新聞は「責任ある回答が得られなかった」と報じている。1967年5月31日、2号機のLetter of Comittmentが出された。
また東京電力は、日立、東芝、三菱の各社に対し、2号機をBWR-4（当時は1967年型と呼称）のような78万kWタイプとした場合国産が可能かを打診したが、メーカー側は未経験の大容量プラントのため、性能保証、納期に自信が持てず「GEに決定しても止む追えない」との態度を示したとされている。
なお、2号機として選定されたのは、発電端出力78万4000kW（784MW)のタイプである。電気出力については運転開始時点における系統容量も考慮して決められた。『電気計算』1967年8月号によると、GEから標準タイプ以外を契約すると、発注から組入まで相当の期間がかかると予想されていたという。

### 炉型決定後
炉型、主契約者決定後、通産省は本件を「条件付で認可する」とし、これを最後に3号機で輸入は認めないこと、他社の出力も50万kW以上で標準化を進め、国産化を進めていく方針を同省重工業局と公益事業局の連携で打ち出すこととした。
1967年8月18日の常務会では上之門典郎（当時資材部長）により、GEへのLetter of Intent発信の件が提議された。 その後も2号機の契約について検討を続け、1968年3月14日、上之門が木川田に上申したのを機会に突発的に臨時常務会を開催、インクも乾いていない配布資料を回し、常務会での審議は1時間で決定したという。

## 第47回電源開発調整審議会
一方、1967年度に入ると、折からの高度経済成長による電力需要の伸びを見越し、この年の日本政府の電源開発計画は大幅に拡大した。当時商業発電所の建設に当たっては水力、火力、原子力等全ての電源は「電源開発調整審議会」の審議を受けることになっていた。この年の最初の審議は1967年5月30日に開催された第45回審議会で、新規開発地点として計198万kWの着工が決定された。ところが、8月3日には第46回審議会を開催し112万kWを追加することとなり、更に12月22日には第47回審議会を開催し280万kWを決定した。この第47回審議会で決定された開発地点の一つが、本発電所の2号機である。
2号機の電気出力は78万4000kWであったが、これは当時の重油専焼火力の最大ユニット容量60万kWを超え、電調審決定時には日本最大の発電ユニットとされた。
第47回審議会を解説した『電機』1968年2月号の経済企画庁総合計画局投稿記事によれば、2号機の着工予定は審議会で議論する前は1968年12月で計画し、その工期は46ヶ月と見込んでいたが、下記の理由により工期は62ヶ月に延長された。
- 海外での原子力機器の急激な発注増[注 2]
- 国産化推進のための諸準備、技術吸収
- GEの製作工程上1968年3月に契約が必要となった[注 3]

このため、着工予定は6ヶ月繰上げされ1968年3月とされた。運開は当初1973年5月を目標としていた。

## 契約
『日刊工業新聞』（1968年3月8日）によると2号機の主要関連設備では敦賀1号および本発電所1号機で見られた分担部分の交換などはなされず、東芝、日立が受注にしのぎを削ったが、日立を抑える形で東芝が受注した。
『大熊町史』が東京電力原子力開発研究所の記録より引用したところによれば、結局1968年3月にGE、1968年12月に鹿島、1969年3月に東芝にそれぞれ発注された。松永長男によると、2号機の契約交渉では交渉メンバーは双方共に1号機の際と同じだったが、GE側からターンキー契約を拒否したため、通常機器の購入契約となったという。
『日刊工業新聞』（1968年3月31日）によると、GEとの契約では支払いは約300億円でその内ドル払いは約220億円とされ、更にその70～80%は米輸出入銀行からの借款でまかなわれるとされた。結局、同銀行とは6878万ドル（248億円）を借款し、内訳はプラント部分6085万1000ドル（約219億円）、燃料部分が793万ドル（29億円）であった。機器代金は5年据置後15年償還、燃料代金は5年据置後5年償還、金利は共に年率6%、保証は日本開発銀行が実施する。米輸銀との調印は1969年3月7日になされる運びであった。
なお、GEとの契約調印は最後にも一波乱があった。元々は1968年3月29日に調印する予定であったが、当日になって調印のため訪れたGEの副社長から異議があったため、延期となった。GE側の指摘は契約書に付随する技術仕様書についての記載で、重要機器の安全確保に支障があったり、故障した場合「責任分担はその都度両社で協議する」旨の記載があり、責任の範囲を明確化するよう要求したのである。東京電力側は「事務折衝の段階で十分に詰めた仕様書に今更難癖をつけるとは」とこの要求を拒否し、この日は調印しなかった。GE側の姿勢は1号機の時と激変した厳しいものだったという。契約は翌30日に調印され、トラブルで完工が遅延した場合にGEが負担する補償額を定めることでも合意した。

## 受注企業の様相

### 東芝、日立の共同研究
BWRでは日立、東芝の2社がそれぞれ別々にGEと技術提携したため、WH社製PWRを国内唯一技術提携した三菱に対して競合環境が厳しく、不利であると見なされた。そのため、東京電力は発注後、東芝に対して国産化部分を日立と共同研究するように要請し、東芝もそれを受入した。

### 鹿島建設
『日刊工業新聞』（1968年3月28日）によると、東京電力は2号機の土木工事（CivilWork）について、原子炉および関連機器が2本立ての発注に切り替わったことに伴い、国内の建設業者に直接発注する方針を固め、同年9月に競争指名入札を実施するとした。この決定により1号機で見られた赤字受注は回避される見通しが強まると観測され鹿島は「これからは採算の取れないマイナスの工事はとりたくない」との姿勢を示した。ただし、その後正式決定は5月頃で、場合によっては建設関係も東芝に一括発注する可能性もあると報じられた。『日刊工業新聞』（1968年7月14日）は、GE、東芝、日立との結びつきが強く、1号機での工事実績がある鹿島建設が受注する公算が大きいと報じていた。また、工事規模は1号機よりやや下回り、10億円程度とされた。1969年3月4日、鹿島建設は正式に受注した旨を公表し、今回は採算ラインに乗せることも可能との見込みを表明した。なお、『原子力通信』は最終的な契約額を約32億円としている。

### その他
岡野バルブは原子力向けバルブの国産化のため、1961年以来研究開発を続け、1970年7月、GEの機器検査機関として機能していたGETSCOより派遣された検査員が品質管理、加工技術について審査を実施、同社より製造許可を得た。この時許可を得たのは再循環ポンプ用バルブであり、当時難易度別にA,B,Cにクラス分けされていたBWR用バルブの中で最も難度の高いクラスAに相当するバルブであった。特に弁棒については工作機械的にも製造に苦慮したという。同社のバルブは1971年1月に2号機向けに初納入が予定され、再循環ポンプ用バルブとしては初の国産品であった。
本発電所は日本では初期に建設された原子力発電所であるため納入機器が初採用というケースはほかにもある。オルガノもその1社であり、1956年には社長の丸山武を委員長に社内に原子力委員会を発足、アメリカクレーバー社と技術提携し、濾過とイオン交換を同時に実施するパウデックス濾過装置を開発、敦賀1号で水処理施設一式を受注した際にGE、EBASCOとの折衝も経験し、パウデックス濾過装置は復水脱塩装置の前段に使用するため本発電所の2号機で初納入された。

## 輸入品一覧
2号機の主な輸入機器は次のようになっている。2号機の契約を1ヶ月後に控えることが明らかとなっていた1968年2月、通産省は東京電力に対して国産燃料の100%使用を申し入れた。この時は1号機の契約時と異なり、1967年5月に日本ニュークレアフュエルが設立されていたことも推進材料の一つとなっており、初装荷燃料は米国で濃縮し、国内で加工されたものを使用する予定であった。
- 再循環系：再循環ポンプ、制御用可変周波数電源装置（M-Gセット）
- 制御棒関係：制御棒、制御棒駆動装置（SRD）
- 原子炉系：給水ポンプ、主蒸気隔離弁、逃し弁、高圧注水系、炉心隔離冷却装置
- タービン関係：タービン本体、制御装置、タービンバイパス装置、タービン監視計器
- 発電機関係：発電機本体、励磁機、界磁開閉器、自動電圧調整（AVR）装置
- 計測・制御：核計装、ニュークリア・パネルズ、プロセス・ラジエーション・モニター（中央制御盤）、プロセス計算機（GE/PAC-4020）、GE-MACシステム

## 設計
BWR-4は福島での採用前に、TVAのブラウンズフェリー原子力発電所（en）に採用されていたため、同様の設計特色、工学的安全施設をベースとし、サブコントラクターとしてGEの下請をしていた東芝は当時「受注実績のある、実証度の高い、信頼性のすぐれたもの」と評価していた。
1号機の出力密度が36kW/Lに対して2号機の出力密度は51kW/Lに大幅に上昇しており、所要燃料要素はより少ない数で、圧力容器もそれほど大型化したわけではない。なお、この頃圧力容器の規格としてASME SecIII Rules for Nuclear Vessels（1965年3月）が発行された。このコードは応力解析の実施を条件に安全率を低くとっている。2号機はこのコードを適用して応力解析を実施して設計された。このため、2号機の方が圧力容器は肉厚が薄い。この設計指針として安全性への重視とともに「経済的に建設することも重大な要求であって、このために無意味な安全性のみに重点をおいた設計が許されないことはもち論である」と技術雑誌『火力発電』での報告には述べられている。
2号機の圧力容器製作の最盛期は1970年であったが、中村良市によると、GEの設計により比較的順調に出来上がった1号機の圧力容器に比較して、2号機ではGEの承認を取り付けた上でVESSEL BOTTOMのSTUBE TUBEという部分に新しいアイデアを採用したが、種々の問題が発生し結局1号機の設計方法と同様に戻した。新設計によるSTUBE TUBEは半ば完成しており、その出戻りロスがあったという。
当時東京電力原子力工事課長だった中村良市によると、2号機は試運転でもトラブルが続出し、「官庁試験のヒートランに至る過程でも随分気を揉んだ」「PCIMOR（燃料集合体にトラブルが生じたため、負荷をかけないよう時間をかけて起動・停止する暫定運転法）が緩やかなため助かった面もありますが、後で苦労する要因にもなりました」と回顧している。
プロセス計算機は1号機に引き続いてGE製のGE/PAC-4020を採用した。
一口に技術導入と言っても、『原子力通信』によるとその内容は設計サイズによってかなり変化があり、また、1970年頃にはGEの技術供与に対する姿勢も厳しいものとなっていた。この頃、3号機の主契約者となった東芝は、EBASCO社より2号機の設計資料を購入し、機器の据付、配管に関するシビルエンジニアリングに役立て、且つ、契約期間5年で3号機の設計について同社のチェック・レビューを受ける契約を締結したという。

## 格納容器の据付
建設所の機械課課長として1号機の格納容器据付に関わった井上和雄によれば、38㎜以下の鋼板による現地組立ては、まず地上で鋼板2～3枚を溶接接合し、クレーンで吊りあげて構造物として組立て溶接していく方法が取られ、完成までに約10ヶ月を要した。完成時には溶接・構造の健全性を確認するため官庁検査を実施し、耐圧、漏洩試験もその実施項目に含まれていた。溶接線が多いため検査官は10名近く依頼し、約3kg/cm2の圧縮空気を7500m3の格納容器に封入して実施するが、空気の保有エネルギーが計算上TNT火薬11～12tに相当するため試験実施にも十分な安全確保が求められた。漏洩試験には溶接線に石鹸水を塗って泡の発生が無いかを確認して実施したので、格納容器下部の検査官は上部の石鹸水を被ることになり、合羽が必要であった。その後、1号機、2号機での据付経験を元に作業性改善、効率化について検討が加えられ、鋼板は可能な限り地上で大組とし、クレーンを増強して吊り上げることとし、空中での溶接作業を削減した。

## 試運転前の不具合
本機は建設工事完了後、1973年1月末で全燃料の装荷を完了させ、3月より試運転を開始、5月から営業運転を始める計画であった。
その直後、原子炉格納容器から蒸気タービンに蒸気を通す系統に設置した蒸気逃し弁が規格に合わない不具合が発見され交換を必要としたこと、核燃料支持金具の再調整が必要となったことで、営業運転開始は夏を越し、9月までずれ込むとも報じられた。この不具合による運転開始遅延の影響は毎月12-13億円、4ヶ月で約50億円程度となると見込まれたため、逃がし弁を担当したGEのペナルティー問題に発展する可能性が取り沙汰された。この問題は秋になっても解消せず、その一方で、1974年の夏期は電力需要の増加の他、光化学スモッグ規制の強化で湾内火力の運転が抑制されると見込まれたため、本機も新鋭機として供給力に計上している事情があり、1974年夏の運転開始を予定した。
その後、1,2号機共同の放射性廃液漏洩トラブルもあり、工程は遅れていたが1973年11月14日17時半過ぎより核加熱試験に着手し、出力上昇試験を開始した。初併列は12月上旬が目途であった。

## オイルショックによる工程前倒しの検討
1973年秋の第一次オイルショックの際に、東電は既に運転開始していた1号機の出力を再度46万kWに引き上げ、当時1974年3月末から運転開始予定だった2号機の開始時期を繰り上げ、1973年12月末より25%出力で試運転を開始し、翌年早々にフル出力で運転し実質的な供給戦力とすることを検討していた。具体的な救援策（重油火力節減策）としては試運転（試験工程を消化する過程で、段階的に出力を増加していくパワーアップテスト）では、系統に併列していることを利用し、送電電力を当初の10%から25%に増加する措置などが検討された。
2号機が全ての試験を完了し商業運転を開始したのは1974年7月18日であった。

## 備考
建屋仕様、および運転開始後から福島第一原子力発電所事故までの状況については他号機と併せ福島第一原子力発電所を参照のこと。上記以外の本機仕様については福島第一原子力発電所設備の仕様を参照のこと。
なお2号機は2011年3月、福島第一原子力発電所事故で炉心溶融ならびに水素爆発を起こし、廃止措置が決定した。